# Aphodobius zumpti
Aphodobius zumpti är en skalbaggsart som beskrevs av Vladimir Balthasar 1937. Aphodobius zumpti ingår i släktet Aphodobius och familjen Aphodiidae. Inga underarter finns listade i Catalogue of Life.